# Colostethus nubicola
The Boquete Rocket Frog, Colostethus nubicola, là một loài ếch thuộc họ Dendrobatidae.
Loài này có ở Colombia, Costa Rica, và Panama.
Môi trường sống tự nhiên của chúng là rừng ẩm vùng đất thấp nhiệt đới hoặc cận nhiệt đới, vùng núi ẩm nhiệt đới hoặc cận nhiệt đới, sông ngòi, các đồn điền, vườn nông thôn, và rừng thoái hóa nghiêm trọng.
Chúng hiện đang bị đe dọa vì mất môi trường sống.